# Larissa Waters
Pour les articles homonymes, voir Waters.
Larissa Waters, née le 9 février 1977 à Winnipeg au Canada, est une femme politique australienne. 

## Biographie
Membre des Verts australiens, elle est élue sénatrice du Queensland lors des élections fédérales de 2010, mais elle est contrainte de démissionner le 18 juillet 2017 car elle bénéficie de la double nationalité australo-canadienne, ce que l'article 44 de la Constitution australienne interdit formellement.